# Brigitte Baetz
Brigitte Baetz (* 1964 in Würzburg) ist eine freie Journalistin und Moderatorin, bekannt aus dem Deutschlandfunk.

## Leben
Baetz studierte Politikwissenschaften, Geschichtswissenschaft und Romanistik in Würzburg, Köln und Salamanca.
Während des Studiums jobbte sie als wissenschaftliche Hilfskraft im Deutschen Bundestag. Nach dem Studium wurde sie freie Journalistin mit den Themenschwerpunkten Medien und Politik und ist permanent für den Deutschlandfunk tätig; sie moderiert das Medienmagazin im Radio „Markt und Medien“, heute „@mediasres“, für das sie auch Redakteurin ist, sowie für die Sendung „Wissenschaft und Bildung“.
Seit ihrem Start beim Deutschlandfunk gleich nach dem Studium hat sich – laut ihrer Kurzvorstellung – die Medienwelt verändert und neben neuen Möglichkeiten für einen Radiosender haben journalistische Höhenflüge, aber auch Fehler, im Zeitalter von Podcast und Audio-on-Demand oder Online-Manuskript sofortige Hörerreaktionen hervorgerufen, was früher noch Wochen nach der Erstausstrahlung dauerte. Dieser nähere Kontakt zum Medienkonsumenten durch das Radio verhinderte ihre Bewerbung bei der „Zeit“. Die publizistischen Vorbilder ihrer Jugend waren „Die Zeit“-Journalisten Marion Gräfin Dönhoff und Theo Sommer für ihre – nach ihren Worten – meinungsstarken Analysen. Seit 2017 unterrichtet sie an der Hochschule für Medien, Kommunikation und Wirtschaft, heute Media University of Applied Sciences, in Köln.

## Auszeichnungen
- 2005: Otto-Brenner-Preis 3. Platz für kritischen Journalismus mit dem Hörfunkbeitrag „Meinung für Millionen – Wie Interessengruppen die öffentliche Meinung beeinflussen“, Deutschlandfunk vom 26. August 2005[4][5]
- 2011: Bert-Donnepp-Preis gemeinsam mit der DLF-Redaktion des Magazins „Markt und Medien“, heute „@mediasres“, in der sie tätig ist.[6]